# Senny Mayulu
Senny Mayulu (Le Blanc-Mesnil, Francia, 17 de mayo de 2006) es un futbolista francés que juega como centrocampista en el Paris Saint-Germain F. C. de la Ligue 1.

## Trayectoria
El 25 de junio de 2021 firmó un nuevo contrato juvenil de tres años con el Paris Saint-Germain F. C.. El 25 de octubre de 2023 marcó el gol de la victoria por 1-0 en la Liga Juvenil de la UEFA contra el A. C. Milan sub-19, un tanto que fue calificado por Le Parisien de "soberbio". Menos de un mes después, el 14 de noviembre, fue convocado por Luis Enrique para su primer entrenamiento con el primer equipo. En diciembre de 2023 L'Équipe lo describió como uno de los jugadores "más prometedores" de la Academia del París Saint-Germain. El 7 de enero de 2024 debutó como profesional con el PSG como suplente en la victoria por 9-0 de la Copa de Francia contra el U. S. Revel en octavos de final. El 20 de enero de 2024 marcó su primer gol como profesional en la victoria por 4-1 contra el U. S. Orléans, también en la Copa de Francia.
El 31 de mayo de 2025 anotó el quinto gol para sellar la victoria de su equipo ante el Inter de Milán en la final de la UEFA Champions League 2025.

## Estadísticas

### Clubes
Actualizado al último partido disputado el 13 de julio de 2025.
| Club                              | Div.          | Temporada     | Liga  | Liga  | Liga   | Copas nacionales | Copas nacionales | Copas nacionales | Copas internacionales | Copas internacionales | Copas internacionales | Total | Total | Total  |
| Club                              | Div.          | Temporada     | Part. | Goles | Asist. | Part.            | Goles            | Asist.           | Part.                 | Goles                 | Asist.                | Part. | Goles | Asist. |
| --------------------------------- | ------------- | ------------- | ----- | ----- | ------ | ---------------- | ---------------- | ---------------- | --------------------- | --------------------- | --------------------- | ----- | ----- | ------ |
| Paris Saint-Germain F. C. Francia | 1.ª           | 2023-24       | 8     | 0     | 1      | 2                | 1                | 0                | 0                     | 0                     | 0                     | 10    | 1     | 1      |
| Paris Saint-Germain F. C. Francia | 1.ª           | 2024-25       | 20    | 2     | 2      | 5                | 1                | 1                | 9                     | 3                     | 0                     | 34    | 6     | 3      |
| Paris Saint-Germain F. C. Francia | Total club    | Total club    | 28    | 2     | 3      | 7                | 2                | 1                | 9                     | 3                     | 0                     | 44    | 7     | 4      |
| Total carrera                     | Total carrera | Total carrera | 28    | 2     | 3      | 7                | 2                | 1                | 9                     | 3                     | 0                     | 44    | 7     | 4      |

## Palmarés

### Títulos nacionales
| Título               | Club                      | País    | Año  |
| -------------------- | ------------------------- | ------- | ---- |
| Ligue 1              | París Saint-Germain F. C. | Francia | 2024 |
| Copa de Francia      | París Saint-Germain F. C. | Francia | 2024 |
| Supercopa de Francia | París Saint-Germain F. C. | Francia | 2024 |
| Ligue 1              | París Saint-Germain F. C. | Francia | 2025 |
| Copa de Francia      | París Saint-Germain F. C. | Francia | 2025 |

### Títulos internacionales
| Título                       | Club                      | Sede   | Año  |
| ---------------------------- | ------------------------- | ------ | ---- |
| Liga de Campeones de la UEFA | París Saint-Germain F. C. | Múnich | 2025 |